# Alap (Hongrie)
Alap (hongrois : Alap [ˈɒlɒp]) est une localité hongroise située dans le comitat de Fejér.

## Histoire
Le village a été fondé à l'époque árpádienne par des chefs Petchénègues. La première mention écrite d'Alap remonte au XIIIe siècle, où il apparaît sous le nom d'Olup. Il est probable qu'Ákos Alapi, cité dans des documents de 1280, ait vécu ici ou en soit originaire ; ce dernier accusait, avec un parent, des nobles de Ték (probablement Dég) de pillage. Un certain Miklós, fils de Miklós, y est également mentionné ; il aurait reçu des terres à Geresd, dans le comitat de Baranya, de son beau-père.
En 1328, Péter Besenyő, fils de Miklós Alapi, était au service de László, fils de Tamás, issu du clan Baksa.
Aux XIVe siècle et XVe siècle, le village appartenait au château de Várpalota (alors appelé Palota). Un recensement de 1568-1569 indique qu'il ne comptait alors que dix familles nobles, un chiffre porté à vingt-six en 1578.
Dès le XVe siècle, une manufacture de salpêtre était en activité dans le village pour la production de poudre à canon. Celle-ci attirait tant les émissaires royaux que les soldats du pacha Ali.
Sous l'occupation ottomane, durant la guerre de Quinze Ans, le village fut totalement dépeuplé. Lors de la reconquête du Dunántúl oriental et de Székesfehérvár, les troupes impériales en évacuèrent les habitants, qui trouvèrent refuge dans différentes régions de Transdanubie.
À cette époque, Alap appartenait à la famille Salamon, qui mit en gage ses possessions et quitta la localité pour plus d'un siècle. La réinstallation des habitants ne débuta qu'en 1688, après la libération du comitat.
La population d'Alap a évolué comme suit après la réinstallation : à peine plus de 500 habitants en 1785, plus de 1 500 en 1850, et bien au-delà de 3 000 dans les années 1930. Depuis, elle est en constante diminution. La commune comptait encore environ 3 000 habitants en 1960, mais moins de 2 500 en 2004.
L'économie locale repose principalement sur l'agriculture et l'élevage, notamment des bovins et des chevaux. La viticulture occupe également une place importante ; elle était déjà encadrée par des réglementations spécifiques à la fin du XIXe siècle.

## Population

### Minorités culturelles et religieuses
Lors du recensement de 2011, la population se déclarait à 75,5 % hongroise, 1,4 % rom (Roms), 0,8 % allemande et 0,4 % roumaine. 24,2 % des habitants n'ont pas déclaré leur appartenance ethnique (en raison des identités multiples, le total peut dépasser 100 %).
La répartition religieuse était la suivante : 50,6 % de catholiques romains, 7,7 % de réformés, 0,5 % de luthériens, 0,2 % de catholiques grecs, 0,1 % de juifs, 9,4 % de sans religion, tandis que 30,9 % des habitants n'ont pas répondu.
En 2022, 90,5 % de la population s'identifiait comme hongroise, 1,4 % rom, 0,6 % allemande, 0,2 % ukrainienne, et 0,1 % pour les groupes roumain, polonais et grec. 1,6 % déclaraient appartenir à une autre nationalité étrangère, tandis que 9 % n'ont pas répondu (en raison des identités multiples, le total peut dépasser 100 %).
Concernant l'appartenance religieuse, 34,8 % étaient catholiques romains, 6,8 % réformés, 0,6 % luthériens, 0,1 % catholiques grecs, 0,9 % chrétiens d'autres confessions, 1,6 % autres catholiques, 16,7 % sans religion, tandis que 38,4 % n'ont pas répondu.

## Équipements

### Réseaux extra-urbains
La commune se situe dans la région du Mezőföld, au sud-est de Sárbogárd, à environ 10 kilomètres au sud du centre-ville. Les localités limitrophes sont Nagykarácsony au nord-est, Előszállás à l'est, Alsószentiván au sud-est et Cece au sud-ouest.
La limite sud de la commune est traversée par la route principale 61, qui relie Dunaföldvár à Simontornya et Tamási, puis se prolonge vers les comitats de Somogy et Zala. Il s'agit de l'axe routier principal reliant la commune aux villes mentionnées ainsi qu'aux régions orientales et occidentales du pays. La route 6223 traverse le centre du village et assure la liaison avec Sárbogárd (quartier de Sárszentmiklós), tandis que l'extrémité ouest du territoire communal est touchée par la route principale 63, entre Rétszilas et Cece. La commune ne dispose pas de connexion routière directe avec Nagykarácsony et Előszállás.
Le territoire d'Alap est traversé par la ligne de chemin de fer Mezőfalva–Rétszilas, qui dispose d'un point d'arrêt sur la commune, situé près de la limite nord-ouest du village. Il est accessible par une route secondaire, la 62 323, qui bifurque à l'ouest depuis la 6223, peu avant le passage à niveau.

## Patrimoine urbain
L'église catholique romaine du village est de style baroque. La localité possède une ancienne tradition d'élevage, en particulier dans le domaine de l'élevage équin.